# Комплекс распознавания Ori
Комплекс распознавания Ori (англ. Origin recognition complex, сокр. ORC) — представляет собой мультисубъединичный ДНК-связывающий комплекс (включает 6 субъединиц), который во всех эукариотах и археях АТФ-зависимым образом связывается с точками начала репликации (англ. origin, сокр. ori). Субъединицы данного комплекса кодируются соответствующими генами ORC1, ORC2, ORC3, ORC4, ORC5 и ORC6. ORC является центральным компонентом для репликации эукариотической ДНК и остаётся связанным с хроматином у точек начала репликации на протяжении всего клеточного цикла.
ORC направляет репликацию ДНК по всему геному и необходим для её инициации. ORC и Noc3p, связанные у начала репликации, служат основой для сборки пререпликационного комплекса (pre-RC), в который входят Cdc6, Tah11 (он же Cdt1) и комплекс Mcm2-Mcm7 (белки поддержания минихромосом). Сборка пре-РК в G1-фазе необходима для лицензирования репликации хромосом перед синтезом ДНК в S-фазе. Фосфорилирование субъединиц Orc2, Orc6, Cdc6 и MCM, циклин-зависимой протеинкиназой Cdc28 регулирует инициацию репликации ДНК, включая блокирование реинициации (повторной инициации) в G2/M-фазах.
ORC присутствует на протяжении всего клеточного цикла, связываясь с точками начала репликации, но активен только в конце митоза и начале G1-фазы.
У дрожжей ORC также играет роль в установлении сайленсинга в локусах спаривания Hidden MAT Left (HML) и Hidden MAT Right (HMR). ORC участвует в сборке транскрипционно «молчащего» хроматина в HML и HMR, путём рекрутирования сайленсинг-белка Sir1 к сайленсерам HML и HMR.
И Orc1, и Orc5 связывают молекулы ATP, но только Orc1 обладает АТФазной активностью. Связывание молекул ATP субъединицей Orc1 требуется для связывания всего комплекса ORC с ДНК и необходимо для жизнеспособности клеток. АТФазная активность Orc1 участвует в формировании пре-РК. Связывание молекул ATP субъединицей Orc5 имеет решающее значение для стабильности ORC в целом. Только субъединицы Orc1-5 требуются для связывания ori; Orc6 необходим для поддержания пре-РК после формирования. Взаимодействия внутри ORC предполагают, что Orc2-3-6 могут образовывать ко́ровый (сердцевинный)  комплекс. В сообщении от 2020 года говорится, что ORC почкующихся дрожжей димеризуется в зависимости от клеточного цикла для контроля разрешающего фактора (так называемое лицензирование).

## Белки, входящие в комплекс
В состав ORC (различных организмов) входят следующие белки:
| S. cerevisiae   | S. pombe        | D. melanogaster | Позвоночные |
| --------------- | --------------- | --------------- | ----------- |
| ORC 1-6         | ORC 1-6         | ORC 1-6         | ORC 1-6     |
| Cdc6            | Cdc18           | Cdc6            | Cdc6        |
| Cdt1/Tah11/Sid2 | Cdt1            | DUP             | Cdt1/RLF-B  |
| Mcm2            | Mcm2/Cdc19/Nda1 | Mcm2            | Mcm2        |
| Mcm3            | Mcm3            | Mcm3            | Mcm3        |
| Cdc54/Mcm4      | Cdc21           | DPA             | Mcm4        |
| Cdc46/Mcm5      | Mcm5/Nda4       | Mcm5            | Mcm5        |
| Mcm6            | Mcm6/Mis5       | Mcm6            | Mcm6        |
| Cdc47/Mcm7      | Mcm7            | Mcm7            | Mcm7        |

Археи имеют более простую (примитивную) форму ORC, MCM, и, как следствие, объединённый пре-РК. Вместо того чтобы использовать шесть разных белков Mcm для формирования псевдосимметричного гетерогексамера, все шесть субъединиц в MCM у архей одинаковы. Обычно они имеют несколько белков, гомологичных как Cdc6, так и Orc1, некоторые из которых выполняют функции обоих. В отличие от эукариотических ORC, они не всегда образуют комплекс. Фактически, они имеют дивергентные комплексные структуры во время их образования. Sulfolobus islandicus также использует гомолог Cdt1 для распознавания одного из своих точек начала репликации.

## Автономно реплицирующиеся последовательности

### У почкующихся дрожжей
Автономно реплицирующиеся последовательности (от англ. Autonomously Replicating Sequences, сокр. ARS), впервые обнаруженные у почкующихся дрожжей, являются неотъемлемой частью и успешны интегрированы с ORC. Эти последовательности имеют длину 100-200 п.н., которые облегчают репликативную активность в S-фазе. ARS могут быть размещены в любой новой части хромосом почкующихся дрожжей и будут способствовать репликации из этих мест. Высококонсервативная последовательность длиной 11 п.н. (известная как A-элемент) считается необходимой для функционирования origin в почкующихся дрожжах. Комплекс распознавания Ori был первоначально идентифицирован по его способности связываться с A-элементом ARS в почкующихся дрожжах.

### У животных
Животные клетки содержат гораздо более «загадочную» версию ARS, в которой пока не обнаружено ни одной консервативной последовательности. Здесь точки начала репликации собираются в пучки, называемые кластерами репликонов. Длина репликонов каждого кластера одинакова, но отдельные кластеры имеют репликоны разной длины. Все эти репликоны имеют сходные осно́вные остатки, с которыми связывается ORC, что во многом имитирует консервативный A-элемент длиной 11 п.н.. Все эти кластеры одновременно активируются в S-фазе.

## Роль в сборке пре-РК
Комплекс распознавания Ori необходим для загрузки комплексов MCM (Pre-RC) на молекулы ДНК. Этот процесс непосредственно зависит от ORC, Noc3, Cdc6 и Cdt1, включая несколько событий рекрутирования, под контролем молекул ATP. Во-первых, ORC, Noc3p и Cdc6 образуют комплекс на исходной ДНК (отмеченный областями типа ARS). Новые комплексы ORC/Noc3/Cdc6 затем рекрутируют на этот сайт молекулы Cdt1/Mcm2-7. Как только образуется данный массивный комплекс ORC/Noc3/Cdc6/Cdt1/Mcm2-7, молекулы ORC/Noc3/Cdc6/Cdt1 работают вместе, загружая Mcm2-7 на молекулу ДНК, путём гидролиза ATP с помощью Cdc6. Фосфорилирующая активность Cdc6 зависит как от ORC, так и от исходной ДНК. Это приводит к снижению стабильности Cdt1 на  ДНК и отсоединению комплекса, что приводит к рекрутированию комплекса Mcm2-7 на молекулу ДНК. Структуры ORC, MCM, а также промежуточного комплекса OCCM были хорошо изучены.

## Активность связывания origin
Хотя ORC состоит из шести отдельных субъединиц, только одна из них оказалась наиболее значимой — ORC1. Исследования in vivo показали, что Lys-263 и Arg-367 являются осно́вными остатками, отвечающими за точную сборку ORC. Эти молекулы представляют собой вышеупомянутый ARS. ORC1 взаимодействует с ATP и упомянутыми осно́вными остатками, чтобы связывать весь ORC с исходной ДНК. Установлено, что связывание происходит задолго до репликации и что сам ORC уже связан с origin ДНК к моменту загрузки Mcm2-7. Когда Mcm2-7 впервые рекрутируется, он полностью окружает молекулу ДНК, и активность хеликазы ингибируется. В S-фазе комплекс Mcm2-7 взаимодействует с кофакторами хеликазы Cdc45 и GINS, чтобы отделить одну нить ДНК, раскрутить origin и начать репликацию вниз по хромосоме. Для того чтобы репликация была двунаправленной, этот процесс происходит дважды в origin. Оба события сборки опосредуются одним ORC посредством идентичного процесса, что и первый.